# Bongani Ndulula
Bongani Ndulula (ur. 29 listopada 1989 w Aliwal North) – południowoafrykański piłkarz grający na pozycji napastnika.

## Kariera klubowa
Swoją karierę piłkarską Ndulula rozpoczął w klubie Bloemfontein Celtic. W 2009 roku stał się członkiem pierwszego zespołu. 28 listopada 2009 zadebiutował w nim w Premier Soccer League w zremisowanym 0:0 domowym meczu z Supersport United. W Bloemfontein grał przez rok.
W 2010 roku Ndulula przeszedł do Orlando Pirates z Johannesburga. Zadebiutował w nim 6 lutego 2011 w wygranym 1:0 wyjazdowym spotkaniu z Mpumalanga Black Aces. W sezonach 2010/2011 i 2011/2012 wywalczył dwa tytuły mistrza Południowej Afryki. Wraz z Orlando Pirates zdobył też Nedbank Cup (2011), MTN 8 (2011) i Telkom Knockout (2011).
Na początku 2013 roku Ndulula został zawodnikiem klubu AmaZulu FC z Durbanu. Swój debiut w nim zanotował 12 lutego 2013 w zremisowanym 0:0 domowym meczu z Maritzburg United. W AmaZulu grał do końca sezonu 2014/2015.
Latem 2015 roku Ndulula przeszedł do Kaizer Chiefs. Swój debiut w nim zaliczył 22 sierpnia 2015 w zwycięskim 4:0 domowym meczu z Free State Stars. W sezonie 2016/2017 był zawodnikiem Chippa United FC, jednak nie rozegrał w nim żadnego meczu i następnie zakończył karierę.
| Sezon   | Klub                | Kraj              | Rozgrywki | Mecze | Gole |
| ------- | ------------------- | ----------------- | --------- | ----- | ---- |
| 2009/10 | Bloemfontein Celtic | Południowa Afryka | PSL       | 4     | 1    |
| 2010/11 | Orlando Pirates     | Południowa Afryka | PSL       | 9     | 2    |
| 2011/12 | Orlando Pirates     | Południowa Afryka | PSL       | 9     | 2    |
| 2012/13 | Orlando Pirates     | Południowa Afryka | PSL       | 2     | 0    |
| 2012/13 | AmaZulu FC          | Południowa Afryka | PSL       | 7     | 4    |
| 2013/14 | AmaZulu FC          | Południowa Afryka | PSL       | 29    | 5    |
| 2014/15 | AmaZulu FC          | Południowa Afryka | PSL       | 24    | 4    |
| 2015/16 | Kaizer Chiefs       | Południowa Afryka | PSL       | 4     | 0    |
| 2016/17 | Chippa United FC    | Południowa Afryka | PSL       | 0     | 0    |

## Kariera reprezentacyjna
W reprezentacji Południowej Afryki Ndulula zadebiutował 5 września 2014 w wygranym 3:0 meczu kwalifikacji do Pucharu Narodów Afryki 2015 z Sudanem. W 2015 roku został powołany do kadry na Puchar Narodów Afryki 2015. Rozegrał na nim dwa mecze: z Algierią (1:3) i z Ghaną (1:2). Od 2014 do 2015 rozegrał w kadrze narodowej 10 meczów i strzelił 2 gole.